# Облешево
Облешево (макед. Облешево) — село в Республике Македония, административный центр общины Чешиново-Облешево в центре Восточного региона страны.
Село расположено в историко-географической области Кочанско-Поле, к юго-западу от города Кочани, на железнодорожной линией связывающей Кочани с долиной реки Вардар.

## История
В XIX веке село было населённым пунктом в Османской империи (Качанская каза). В 1900 году здесь проживало 350 жителей, из них 175 — болгары (македонцы) — христиане и 175 — турки. В 1905 году 160 жителей села были прихожанами церкви Болгарской екзархии.
В 2006 году по результатам референдума Облешево стало административным центром объединённой общины Чешиново-Облешево, а две прежние общины Чешиново и Облешево были упразднены.

## Население
По результатам переписи 2002 года население села — 1131 житель, из них:
- македонцы — 1129 чел.;
- сербы — 1 чел.;
- другие — 1 чел.

## Экономика
Основу экономики села составляет земледелие, основная сельскохозяйственная культура в растениеводстве — рис.

## Спорт
В селе есть футбольный клуб «Слобода».